# Marais de la moyenne Somme entre Amiens et Corbie
Marais de la moyenne Somme entre Amiens et Corbie este o arie protejată (sit de importanță comunitară — SCI) din Franța întinsă pe o suprafață de 525 ha, integral pe uscat.

## Localizare
Centrul sitului Marais de la moyenne Somme entre Amiens et Corbie este situat la coordonatele 49°53′05″N 2°22′44″E / 49.88472°N 2.37889°E.

## Înființare
Situl Marais de la moyenne Somme entre Amiens et Corbie a fost declarat arie specială de conservare în baza directivei 92/43 din 1992 referitoare la conservarea habitatelor naturale și a faunei și florei sălbatice pentru a proteja 1 specie de plante și 6 specii de animale.

## Biodiversitate
Situată în ecoregiunea atlantică, aria protejată conține 13 habitate naturale: Pajiști uscate seminaturale și facies de acoperire cu tufișuri pe substraturi calcaroase (Festuco-Brometalia) (* situri importante pentru orhidee), Liziere de ierburi înalte hidrofile de câmpie și de nivel montan până la alpin, Mlaștini alcaline, Mlaștini împădurite, Păduri aluvionare cu Alnus glutinosa și Fraxinus excelsior (Alno-Padion, Alnion incanae, Salicion albae), Pajiști cu Molinia pe soluri calcaroase, turboase sau argilos-nămoloase (Molinion caeruleae), Lacuri și iazuri distrofice naturale, Ape puternic oligomezotrofe cu vegetație bentonică cu Chara spp., Mlaștini turboase de tranziție și turbării mișcătoare, Păduri pe pante, grohotișuri și ravene de Tilio-Acerion, Cursuri de apă de la nivel de câmpie la nivel montan, cu vegetație Ranunculion fluitantis și Callitricho-Batrachion, Lacuri eutrofice naturale cu vegetație de tip Magnopotamion sau Hydrocharition, Ape stătătoare oligotrofe până la mezotrofe, cu vegetație de Littorelletea uniflorae și/sau de Isoëto-Nanojuncetea.
La baza desemnării sitului se află mai multe specii protejate:
- plante (1): moșișoare (Liparis loeselii)
- nevertebrate (5): Anisus vorticulus, Euplagia quadripunctaria, Oxygastra curtisii, Vertigo angustior, Vertigo moulinsiana
- pești (1): boarță (Rhodeus amarus)

Pe lângă speciile protejate, pe teritoriul sitului au mai fost identificate 21 de specii de plante.